# Норма Крокер-Флемінг
Норма Крокер-Флемінг (англ. Norma Croker-Fleming; нар. 11 вересня 1934 — пом. 21 серпня 2019) — австралійська легкоатлетка, яка спеціалізувалася в бігу на короткі дистанції та стрибках у довжину.

## Із життєпису
Олімпійська чемпіонка в естафеті 4×100 метрів (1956).
Посіла 4-е місце у стрибках у довжину на Олімпіаді-1956.
На Іграх-1960 брала участь у трьох дисциплінах (біг на 200 метрів, стрибки у довжину, естафета 4×100 метрів), проте в жодній не досягла особливого успіху.
Ексрекордсменка світу в естафетах 4×100 метрів, а також 4×110 та 4×220 ярдів.

## Основні міжнародні виступи
| Рік  | Змагання         | Місто    | Місце            | Дисципліна | Примітки |
| ---- | ---------------- | -------- | ---------------- | ---------- | -------- |
| 1956 | Олімпійські ігри | Мельбурн | 4                | 200 м      |          |
| 1956 | 1                | 4×100 м  | Відео на YouTube |            |          |
| 1960 | Олімпійські ігри | Рим      | 1пф4             | 200 м      |          |
| 1960 | 15               | довжина  |                  |            |          |
| 1960 | 2забDQ           | 4×100 м  |                  |            |          |